# Nogometna zona ZO Bjelovar 1982./83.
Nogometna zona ZO Bjelovar, također i pod nazivima Nogometna zona Zajednice općina Bjelovar, Zonska nogometna liga ZO Bjelovar za sezonu 1982./83. je predstavljala ligu petog stupnja nogometnog prvenstva Jugoslavije. 
 
Sudjelovalo je 14 klubova, a prvak je bila "Lokomotiva" iz Koprivnice. 
 
Reorganizacijom ligaškog ustava za 1983./84. godinu, ova liga je postala liga četvrtog stupnja, te je preimenovana u "Drugu regionalnu ligu Bjelovar", odnosno "II. regija NZZR – Liga ZO Bjelovar".   

## Ljestvica
| mj. | klub                          | ut. | pob. | ner. | por. | gol+ | gol- | bod |
| --- | ----------------------------- | --- | ---- | ---- | ---- | ---- | ---- | --- |
| 1.  | Lokomotiva Koprivnica         | 26  | 16   | 4    | 6    | 72   | 26   | 36  |
| 2.  | Pitomača                      | 26  | 15   | 4    | 7    | 71   | 50   | 34  |
| 3.  | Mladost Ždralovi              | 26  | 13   | 7    | 7    | 51   | 31   | 33  |
| 4.  | Čelik Križevci                | 26  | 13   | 7    | 6    | 40   | 25   | 33  |
| 5.  | Graničar Đurđevac             | 26  | 14   | 5    | 7    | 44   | 37   | 33  |
| 6.  | Proleter Garešnički Brestovac | 26  | 11   | 9    | 6    | 42   | 32   | 31  |
| 7.  | Podravec Torčec               | 26  | 9    | 8    | 9    | 38   | 36   | 26  |
| 8.  | Fenor Nova Rača               | 26  | 8    | 9    | 9    | 36   | 33   | 25  |
| 9.  | Hajduk Pakrac                 | 26  | 10   | 5    | 11   | 35   | 38   | 25  |
| 10. | Borac Ferdinandovac           | 26  | 7    | 9    | 10   | 41   | 46   | 23  |
| 11. | Daruvar                       | 26  | 6    | 8    | 12   | 24   | 34   | 20  |
| 12. | TVIN Virovitica               | 26  | 6    | 8    | 12   | 43   | 54   | 20  |
| 13. | Zdenka Veliki Zdenci          | 26  | 5    | 5    | 16   | 28   | 70   | 15  |
| 14. | Borac Drnje                   | 26  | 2    | 6    | 18   | 33   | 76   | 10  |

## Rezultatska križaljka
| kratica | klub                          | BORD | BORF | ČEL | DAR | HAJ | FEN | GRA | LOK | MLA | PIT | POD | PRO | TVIN | ZDE |
| --- | ----------------------------- | ---- | ---- | --- | --- | --- | --- | --- | --- | --- | --- | --- | --- | ---- | --- |
| BORD | Borac Drnje                   |      |      |     |     |     |     |     |     |     |     |     |     |      |     |
| BORF | Borac Ferdinandovac           |      |      |     |     |     |     |     |     |     |     |     |     |      |     |
| ČEL | Čelik Križevci                |      |      |     |     |     |     |     |     |     |     |     |     |      |     |
| DAR | Daruvar                       |      |      |     |     |     |     |     |     |     |     |     |     |      |     |
| HAJ | Hajduk Pakrac                 |      |      |     |     |     |     |     |     |     |     |     |     |      |     |
| FEN | Fenor Nova Rača               |      |      |     |     |     |     |     |     |     |     |     |     |      |     |
| GRA | Graničar Đurđevac             |      |      |     |     |     |     |     |     |     |     |     |     |      |     |
| LOK | Lokomotiva Koprivnica         |      |      |     |     |     |     |     |     |     |     |     |     |      |     |
| MLA | Mladost Ždralovi              |      |      |     |     |     |     |     |     |     |     |     |     |      |     |
| PIT | Pitomača                      |      |      |     |     |     |     |     |     |     |     |     |     |      |     |
| POD | Podravec Torčec               |      |      |     |     |     |     |     |     |     |     |     |     |      |     |
| PRO | Proleter Garešnički Brestovac |      |      |     |     |     |     |     |     |     |     |     |     |      |     |
| TVIN | TVIN Virovitica               |      |      |     |     |     |     |     |     |     |     |     |     |      |     |
| ZDE | Zdenka Veliki Zdenci          |      |      |     |     |     |     |     |     |     |     |     |     |      |     |
| |                               |      |      |     |     |     |     |     |     |     |     |     |     |      |     |
| podebljan rezultat - utakmice od 1. do 13. kola (1. utakmica između klubova) rezultat normalne debljine - utakmice od 14. do 26. kola (2. utakmica između klubova) rezultat nakošen - nije vidljiv redoslijed odigravanja međusobnih utakmica iz dostupnih izvora rezultat smanjen * - iz dostupnih izvora nije uočljiv domaćin susreta prekrižen rezultat - poništena ili brisana utakmica p - utakmica prekinuta 3:0 p.f. / 0:3 p.f. - rezultat 3:0 bez borbe n.i. - nije igrano |                               |      |      |     |     |     |     |     |     |     |     |     |     |      |     |

 Izvori: